# Осилково
Осилково — деревня в Усть-Кубинском районе Вологодской области.
Входит в состав Заднесельского сельского поселения, с точки зрения административно-территориального деления — в Заднесельский сельсовет.
Расстояние по автодороге до районного центра Устья — 23,5 км, до центра муниципального образования Заднего — 5,5 км. Ближайшие населённые пункты — Семернинское, Бурмасово, Нагорное.
По переписи 2002 года население — 6 человек.